# Nizina Padańska

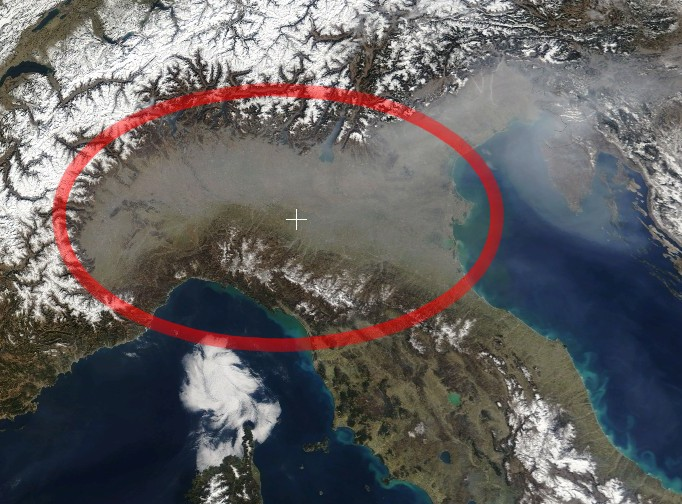
Zdjęcie satelitarne północnych Włoch z zaznaczoną Niziną Padańską

Nizina Padańska (wł. Pianura Padana) – nizina w północnych Włoszech otoczona z północy i zachodu Alpami, a kończąca się ujściem Padu do Morza Adriatyckiego. Najważniejszy region gospodarczy Włoch.
Zajmuje tereny rozległego zapadliska tektonicznego, powstałego w trzeciorzędzie w związku z orogenezą alpejską. Wypełniają ją liczne osady trzeciorzędowe i czwartorzędowe o wysokiej miąższości. Nizina jest łagodnie nachylona ku wschodowi.
Wysokość niziny wynosi poniżej 100 m. W północno-wschodniej części leżą wulkaniczne Wzgórza Berici i Wzgórza Euganei (do 603 m n.p.m.). Oś hydrograficzną niziny tworzy Pad, którego koryto leży wyżej niż okoliczny teren; przykładowo, w okolicy na północ od Ferrary leży 10 m wyżej. Klimat niziny to klimat podzwrotnikowy typu kontynentalnego. Średnia temperatura w styczniu wynosi 0–3 °C, a w lipcu 23–25 °C. Roczna suma opadów 700–800 mm, u podnóża Alp do 1000 mm. Największe miasta niziny to Mediolan, Turyn, Wenecja i Bolonia.